# Північний Тіпперері
Північний Тіпперері (англ. North Tipperary; ірл. Tiobraid Árann Thuaidh) — адміністративне графство на півдні Ірландії. Входить до складу історичного графства Тіпперері в провінції Манстер на території Республіки Ірландії. Столиця — Ніна. Населення 70 тис. осіб (2011). Площа території 2046 км ².

## Фізико-географічна характеристика
Графство розташоване на півдні Ірландії в долині між річками Шаннон, Шур та озером Лох-Смик. Разом з Південним Тіпперері воно входить до складу історичного однойменного графства. На півночі та північному заході проходить адміністративний кордон з графствами Голвей та Клер, на заході з Лімерик, а на сході — з Леїш.

## Історія
Графство Тіпперері було утворено 1898 року, отримавши статус муніципального округу, хоча окремі суди присяжних тут існували ще з 1838 року. Проте історичне графство Тіпперері було одним з перших ірландських графств та з'явилося в XIII столітті. У результаті поділу території на кілька адміністративних одиниць у розвитку регіону простежується деяка культурна самобутність і свій шлях соціально-економічного розвитку.